# 1778 en droit
Cet article présente les faits marquants de l'année 1778 en droit.

## Événements
- Les protestants sont acceptés à la bibliothèque de Vienne[1].
- Création d’une école juive à Berlin par Naphtali Herz Wessely (Jüdische Freischule, éducation Haskala, influencé par les Lumières). Elle ferme en 1825[2].

- 2 février et 16 octobre : décrets inspirés par José de Gálvez étendant la liberté de commerce en Espagne. Treize ports de la péninsule ibérique peuvent participer librement aux échanges commerciaux avec 24 ports de l'Amérique espagnole[3].

- 30 mars, Espagne : création des alcades de quartiers, fonction qui allie la bienfaisance en faveur des nécessiteux et la prévention de la délinquance[4].

- 18 mai : la Chambre des communes adopte le Catholics relief act (Papists Act) au Royaume-Uni. Il prend force de loi le 25 mai[5]. Il provoque des mouvements d’hostilités aux cris de « No popery » (1779).
  - Entre 1778 et 1783, Londres prend des mesures conciliatrices en Irlande : les catholiques retrouvent le droit de posséder des terres, les mesures frappant le clergé sont abrogés, la liberté de commerce accordée et la loi Poynings abolie, ce qui rend au Parlement de Dublin sa pleine compétence législative.

- 6 juin : la province du Banat de Temesvár est dissoute[6], puis réincorporé par Joseph II à la monarchie hongroise (23 avril 1779)[7]. Le servage est introduit et la condition paysanne s’aggrave[8].

- 18 juin : oukase adressé à Grigori Potemkine ordonnant la fondation de Kherson[9]. Potemkine y construit une forteresse, des casernes et un chantier de constructions navales.